# Lingerie

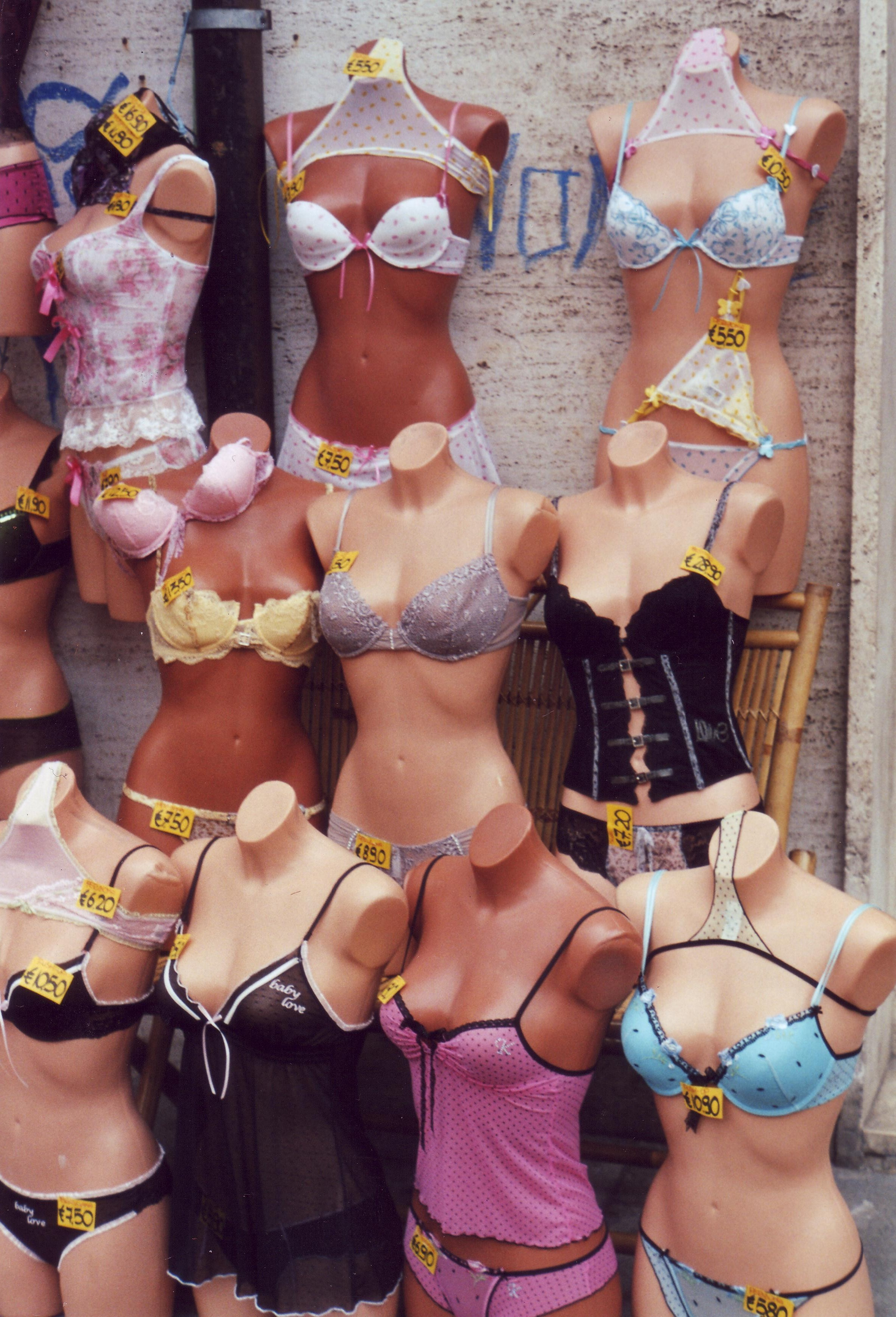
Lingerie

Lingerie é a designação dada ao conjunto de específicas roupas íntimas  e que, durante a história da humanidade, foram e são alvo de diversos estudos, dos seus aspectos culturais aos psicológicos.
Não raro acontece que uma das línguas românicas, particularmente o francês e o italiano, passe a usar uma palavra de um étimo latino em uma acepção específica, passando-a depois às outras. Assim lingerie tem sua origem inicial do latim linum> português linho. Designava inicialmente a planta e posteriormente qualquer objeto de linho. De linum derivou-se o adjetivo lineus, "de linho", certamente por meio da expressão no neutro plural fila linea, "fios de linho". Assim lineus, "de linho", resultou no francês linge, depois substantivado, com o sentido de "roupa branca", de acordo com a cor natural do linho; de linge derivou-se lingerie, documentado desde 1485, "confecção ou comercio de roupa branca", designando hoje qualquer uma das peças que constituem as roupas intimas do vestuário tido como feminino, especialmente aquelas de alta qualidade e com ornamentos.

## Calcinha

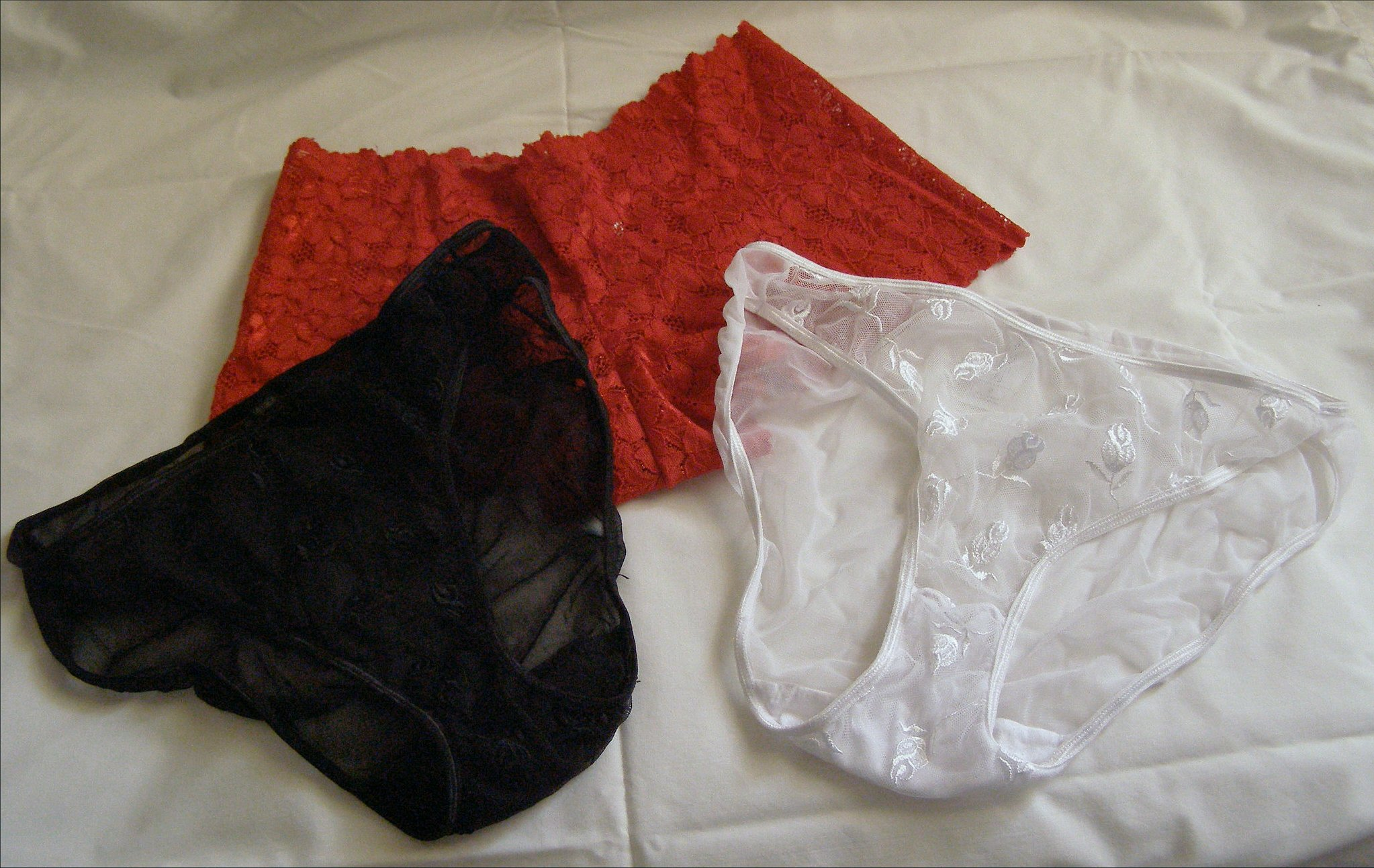
Calcinhas de renda

Calcinha é um tipo de roupa de baixo usada por mulheres. É usada sob a roupa protegendo a vulva, e as nádegas de contato com a roupa externa. Também pode ser usada para dormir ou simplesmente sem roupa alguma por cima da mesma. O equivalente para os homens é tradicionalmente a cueca. Mesmo com estilos e designs bem diferenciados, existem aqueles que preferem utilizar a roupa do sexo oposto, seja por conforto ou fetiche.

## Madonna
A cantora Madonna popularizou as lingeries ao usá-las em suas apresentações e em seus clips.